# Марчелина
Марчелина (итал. Marcellina) је насеље у Италији у округу Рим, региону Лацио.
Према процени из 2011. у насељу је живело 6406 становника. Насеље се налази на надморској висини од 285 м.

## Становништво
Према резултатима пописа становништва 2011. у општини је живело 6.901 становника.
| 1931. | 1936. | 1951. | 1961. | 1971. | 1981. | 1991. | 2001. | 2011. |
| ----- | ----- | ----- | ----- | ----- | ----- | ----- | ----- | ----- |
| 2.651 | 2.787 | 3.750 | 3.858 | 4.145 | 4.634 | 5.175 | 5.508 | 6.901 |